# La Source jaune
Pour plus de détails, voir Fiche technique et Distribution.
La Source jaune (La fuente amarilla) est un film espagnol réalisé par Miguel Santesmases, sorti en 1999.

## Synopsis
En Espagne, Lola veut venger la mort de ses parents par la mafia chinoise. Elle rencontre Sergio, un homme introverti, qui connaît bien la communauté chinoise.

## Fiche technique
- Titre : La Source jaune
- Titre original : La fuente amarilla
- Réalisation : Miguel Santesmases
- Scénario : Antón Casariego, Martín Casariego et Miguel Santesmases
- Musique : Santi Vega
- Photographie : Javier Aguirresarobe
- Montage : José María Biurrún
- Production : Mate Cantero (productrice déléguée)
- Société de production : Mate Producciones
- Pays :  Espagne et  France
- Genre : Drame
- Durée : 93 minutes
- Dates de sortie : 
  -  Espagne : 30 avril 1999
  -  France : 28 février 2001

## Distribution
- Silvia Abascal : Lola
- Eduardo Noriega : Sergio
- Salvador Madrid : Charlie
- Carlos Wu : Wayne
- Yunja Carolina Choi : Li San
- Miguel Hermoso Arnao : Carlos
- Chuen Lam : Fong
- Tony Lam : Liao Peng
- Ramona Sun López : Sang Yu

## Distinctions
Le film a été nommé au prix Goya du meilleur espoir féminin pour Silvia Abascal.